# Castello di Laugharne

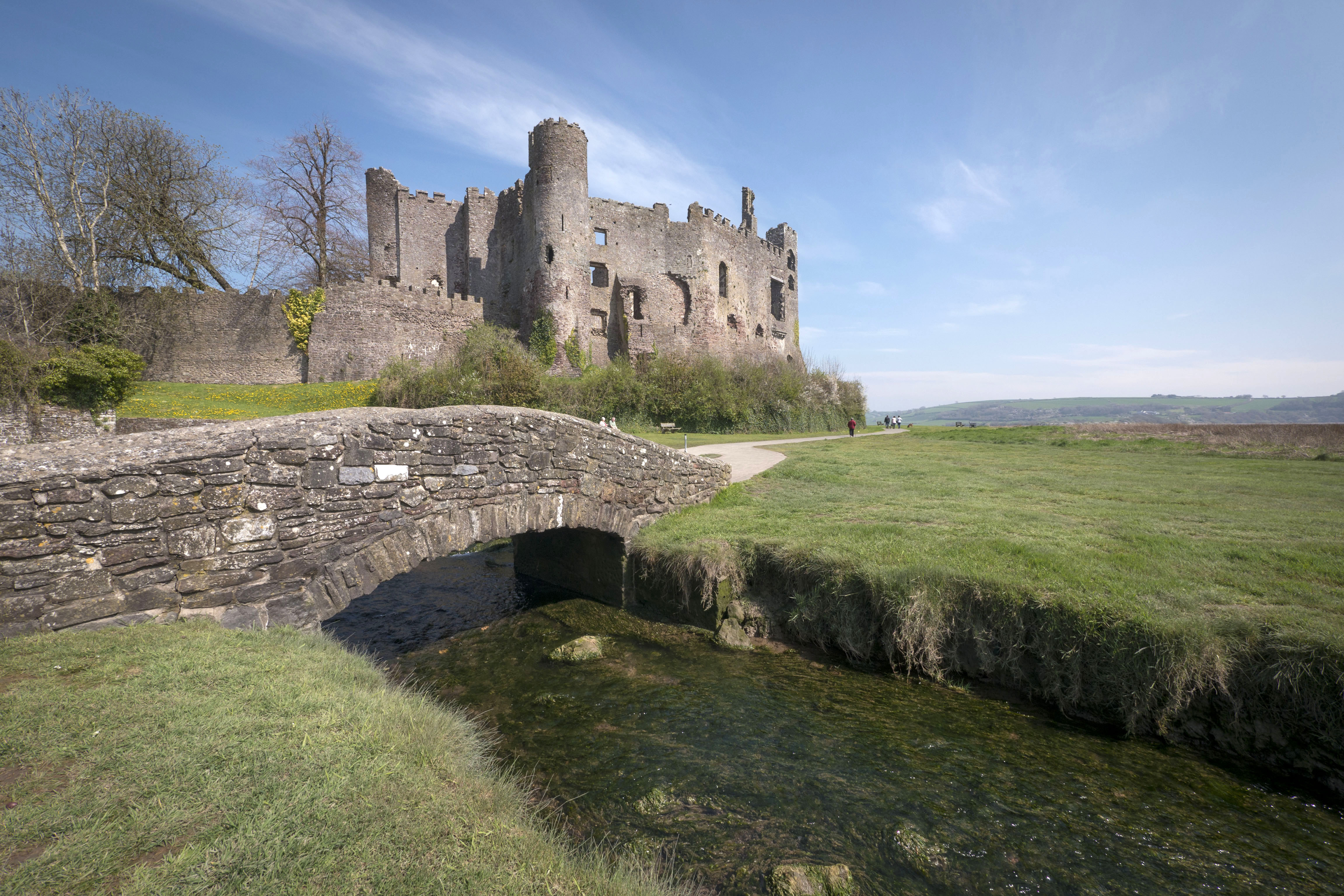
Laugharne (Galles): veduta del castello

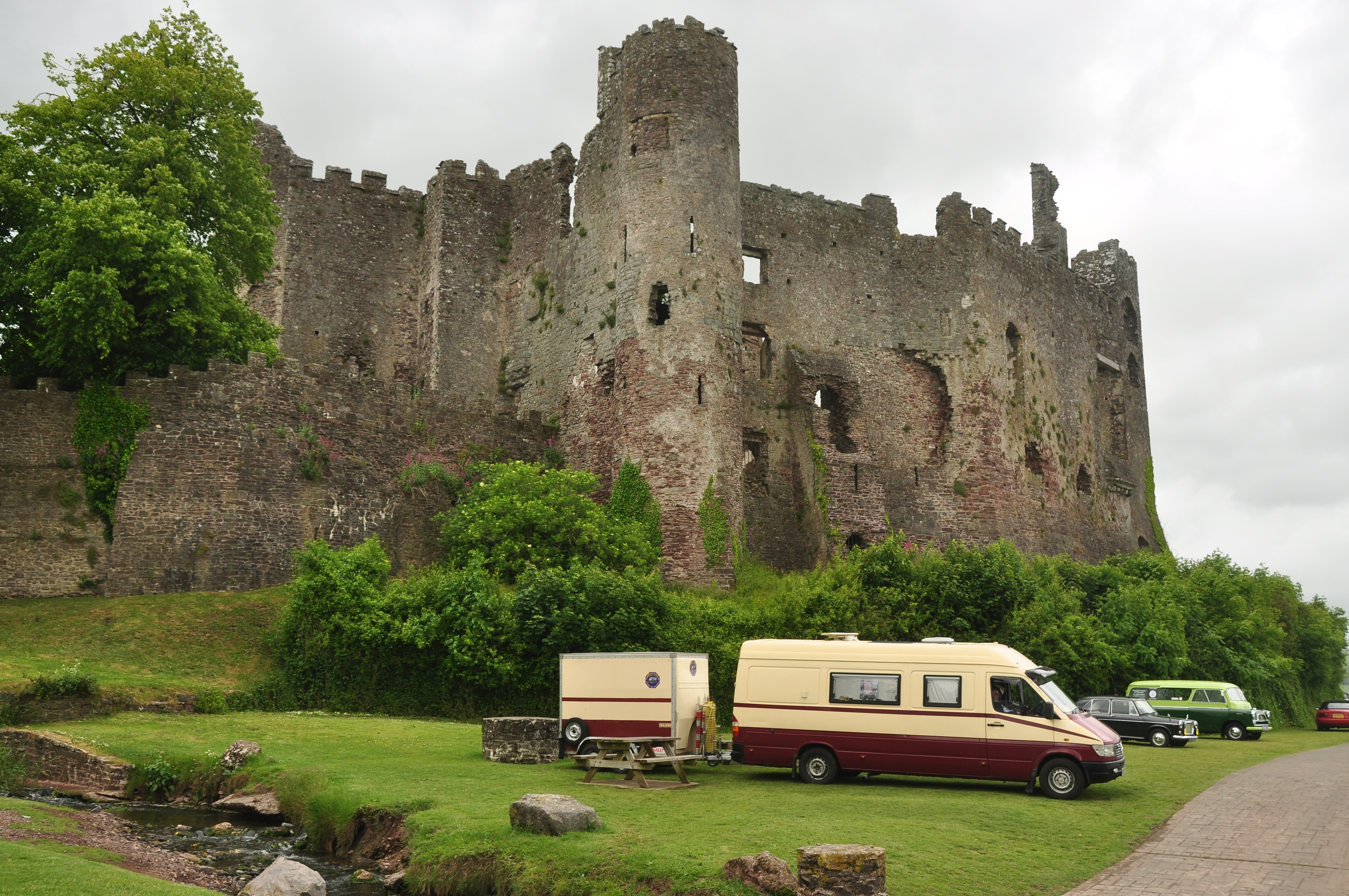
Altra veduta del castello di Laugharne

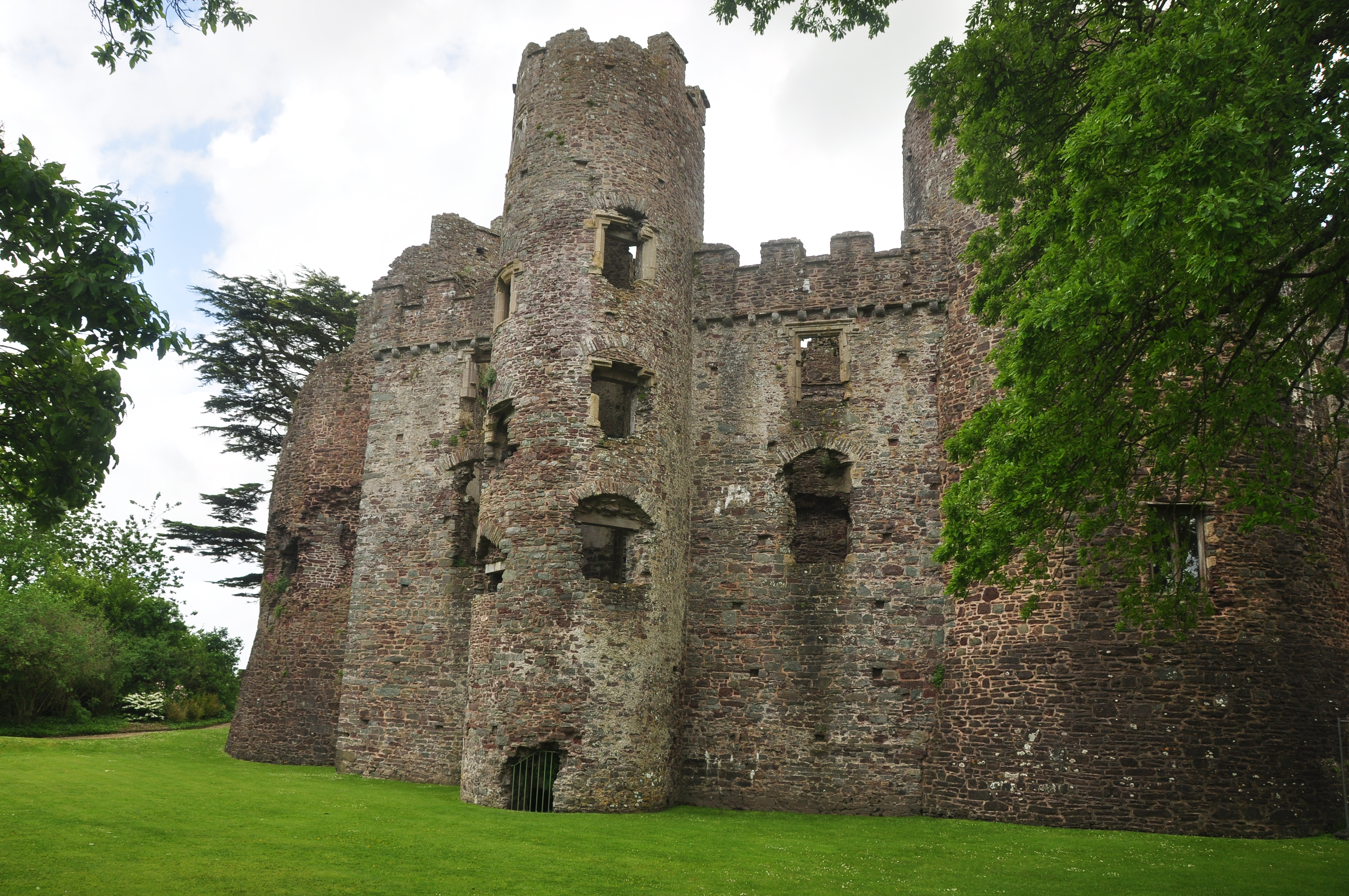
Una torre del castello

Il castello di Laugharne (in inglese: Laugharne Castle; in gallese: Castell Talacharn) è un castello fortificato in rovina della cittadina gallese di Laugharne, nel Carmarthenshire (Galles sud-occidentale), costruito tra il XII e il XIV secolo e rimodellato nel corso del XVIII secolo.
L'edificio è classificato come castello di primo grado ed è gestito dal Cadw.

## Storia
La fortezza originaria venne eretta dagli Anglo-Normanni agli inizi del XII secolo per creare una struttura difensiva che proteggesse l'attraversamento del fiume Taf: si trattava probabilmente di una struttura circolare. Il castello venne quindi menzionato per la prima volta in un documento del 1116: nel documento, si citava anche il nome del custode del castello, Bleddyn ap Cedifor.
Alla fine del XII secolo, il castello venne ricostruito in pietra, dopo che il castello originario era andato distrutto nel 1189.
Il castello di Laugharne viene spesso identificato con un castello citato come Abercorram, che nel 1189 venne attaccato da Lord Rhys e nel 1215 venne saccheggiato da Llywelyn ap Iorwerth. Il castello di Laugharne subì poi un  attacco da parte dei Gallesi nel 1257.
Nel frattempo, nel 1247, il castello di Laugharne era stato ereditato da Guy de Brian. I De Brians, che rimasero i proprietari del castello fino al XIV secolo, fecero rimpiazzare le fortificazioni in legno con delle mura in pietra e con delle torri.
Il castello venne quindi ulteriormente fortificato nel 1405 per volere di re Enrico IV d'Inghilterra per fronteggiare un eventuale attacco da parte dei Gallesi guidati da Owain Glyndwr. Alla fine del XV secolo, e più precidamente nel 1488, il castello passò nelle mani dei conti del Northumberland.
In seguito nel 1584, il castello venne ceduto dalla regina Elisabetta I a Sir John Perrot, già proprietario del castello di Carew e ritenuto un figlio illegittimo di re Enrico VIII d'Inghilterra. Perrot fece intraprendere un'opera di ristrutturazione degli interni effettuata, ma non poté ultimare il proprio lavoro, in quanto posto agli arresti per alto tradimento; dopo la morte di Perrott, avvenuta nel 1592 durante la sua detenzione nella Torre di Londra, il castello tornò di proprietà della corona.
Alla fine del XVI secolo, il castello venne descritto come una residenza elisabettiana, "con una hall fiabesca".
Nel 1644, nel corso della guerra civile inglese, il castello di Laugharne venne dapprima requisito dalle truppe reali guidate da Sir Charles Gerard e poi (in ottobre) dalle truppe parlamentariane guidate dal maggiore generale Rowland, che ne fece una propria guarnigione per circa 2000 soldati. Il conflitto provocò inoltre gravi danni all'edificio.
Il castello venne rimodellato nel corso del XVIII secolo, mentre i giardini furono modificati in epoca vittoriana.
Nel corso del XX secolo, nel castello risiedettero alcuni scrittori, quali Richard Hughes e Dylan Thomas.  Lo stesso Thomas descrisse il castello in numerosi suoi poemi e realizzò durante la sua permanenza nel castello l'opera Portrait of the Artis as a Young Dog.

## Architettura
Il castello si erge lungo l'estuario del fiume Taf ed è situato nei pressi del municipio.
Mentre all'esterno, l'edificio si presenta come una fortezza medievale, gli interni hanno invece l'aspetto di una residenza Tudor. Le parti più antiche sono costituite dalle due torri situate nell'ala settentrionale.